# Tuddebo
Tuddebo är en medeltida gård i Åsbo socken, Östergötlands län.

## Torp och stugor under Tuddebo
- Syllebro
- Gröndalen
- Klinten
- Sjökullen
- Hybbeln
- Kvarnstugan